# Nurocyon chonokhariensis
Nurocyon chonokhariensis è un canide estinto, vissuto nel Pliocene inferiore (circa 4 milioni di anni fa) e i suoi resti fossili sono stati ritrovati in Mongolia.

## Descrizione
Questo animale è noto principalmente per un cranio, ritrovato negli anni '70 ma descritto solo nel 2006, proveniente dalla regione della Depressione dei Grandi Laghi (Mongolia nordoccidentale).
Si suppone che Nurocyon potesse raggiungere le dimensioni di un attuale coyote; il cranio era piuttosto alto e presentava una grande cresta sagittale, mentre i canini superiori e i denti carnassiali erano piuttosto corti. Il sopraoccipitale era a forma di ventaglio, la regione temporale era stretta e molto lunga, mentre il muso era corto rispetto a quello dei primitivi rappresentanti del genere Canis.

## Classificazione
La classificazione di Nurocyon non è chiara: lo studio di Sotnikova (2006) sottolinea alcune caratteristiche intermedie tra il genere Nyctereutes (tra cui l'attuale cane viverrino),  il membro primitivo dei canini Eucyon e le specie arcaiche di Canis. Alcune caratteristiche della dentatura (i carnassiali allargati e arrotondati) richiamano Nyctereutes, ma si tratterebbe di un esempio di convergenza evolutiva, date anche le maggiori dimensioni di Nurocyon. Alcune caratteristiche craniche lo avvicinerebbero ad alcune specie di Eucyon, in particolare alla specie E. adoxus del Pliocene europeo, che forse non apparterrebbe a Eucyon in senso stretto. 

## Paleobiologia
A causa della dentatura specializzata, con canini ridotti e carnassiali poco taglienti, si suppone che Nurocyon avesse sviluppato tendenze ipocarnivore e non fosse un forte cacciatore. 